# Antôn Nguyễn Văn Thiện
Antôn Nguyễn Văn Thiện (1906–2012) là một Giám mục Công giáo người Việt, từng đảm nhận vai trò Giám mục Tiên khởi Giáo phận Vĩnh Long trong thời gian từ năm 1960 đến năm 1968. Ông là Giám mục cao tuổi nhất của Giáo hội Công giáo Rôma từ năm 2005 cho tới khi qua đời vào năm 2012.

## Thân thế và linh mục
Giám mục Nguyễn Văn Thiện sinh ngày 13 tháng 3 năm 1906 tại Cái Cồn, Sóc Trăng, nay thuộc họ đạo Ba Trinh, giáo hạt Đại Hải, xã Ba Trinh, huyện Kế Sách, tỉnh Sóc Trăng, thuộc Giáo phận Cần Thơ. Sau quá trình tu học, ngày 20 tháng 2 năm 1932, Nguyễn Văn Thiện được thụ phong chức linh mục tại Nam Vang. Sau khi được truyền chức, linh mục Thiện đảm nhận vai trò giáo sư Nhà giảng Banam, Campuchia. Năm 1936, ông về lại Việt Nam, đảm nhận vai trò linh mục phó xứ Họ đạo Hoa Lang cho đến năm 1941 khi được thuyên chuyển làm linh mục Họ đạo Cù Lao Tây.
Năm 1954, linh mục Nguyễn Văn Thiện sáng lập tờ báo Thực Hành làm cơ quan liên lạc trong địa phận. Một năm sau đó, ông được bổ nhiệm đảm nhiệm vai trò linh mục họ đạo Năng Gù, Long Xuyên trong một khoảng thời gian ngắn trước khi được điều chuyển làm linh mục chính xứ Nhà thờ chính tòa Cần Thơ. Năm 1956, linh mục Nguyễn Văn Thiện được chọn là linh mục Tổng Đại diện Địa phận Cần Thơ, đồng thời ông cũng cho lập một nhà in với mục đích in ấn các sách Công giáo.

## Giám mục

### Giám mục chánh tòa Vĩnh Long
Ngày 24 tháng 11 năm 1960, Tòa Thánh bổ nhiệm linh mục Antôn Nguyễn Văn Thiện làm Giám mục Tiên khởi Giáo phận Vĩnh Long. Lễ tấn phong cho vị tân chức được cử hành sau đó vào ngày 22 tháng 1 năm 1961, tại Nhà thờ Đức Bà Sài Gòn. Phần nghi thức truyền chức chính yếu cử hành bởi Chủ phong là Tổng giám mục Tiên khởi Tổng giáo phận Huế Phêrô Máctinô Ngô Đình Thục, hai vị phụ phong là Jean Cassaigne, M.E.P., nguyên Đại diện Tông Tòa địa phận Sài Gòn (Hạt Đại diện Tông Tòa Sài Gòn) và giám mục Tađêô Lê Hữu Từ, nguyên Đại diện Tông Tòa Phát Diệm. Tân giám mục chọn cho mình khẩu hiệu: "Opere et Veritate" (Thực Hành và Chân Lý). Cùng trong đại lễ tấn phong còn thực hiện nghi lễ truyền chức cho ba giám mục khác là Micae Nguyễn Khắc Ngữ, Giuse Trần Văn Thiện và Philipphê Nguyễn Kim Điền.
Ngày 3 tháng 4 năm 1961, Nguyễn Văn Thiện chính thức nhậm chức Giám mục chính tòa Giáo phận Vĩnh Long. Huy hiệu giám mục của ông có hai biểu tượng là cây dừa và hai cụm mây xanh. Giải thích lý do chọn các biểu tượng này, giám mục Nguyễn Văn Thiện cho biết: "Cây dừa tượng trưng cho sự kiên nhẫn và bền bĩ, cây dừa phải trồng lâu năm mới sinh hoa trái, thời gian sống của cây dừa bền lâu hơn nhiều cây khác."
Trong thời gian cai quản giáo phận, nhìn thấy tình trạng thiếu linh mục, Nguyễn Văn Thiện khởi xướng và thành lập trung tâm Tu Hội Truyền Giáo cho nam giới, do linh mục Raphael Nguyễn Văn Diệp quản lý và nữ giới do linh mục Phaolô Ngợi đảm nhận. Cùng trong năm về nhậm chức, Giám mục Thiện quyết định thành lập Trung tâm Truyền giáo tại Ngã Ba Cần Thơ (cơ sở II Tiểu chủng viện) với mục đích đào tạo các giáo dân có khả năng phụ giúp các công việc truyền giáo: dạy giáo lý, thăm viếng,... Tại trung tâm này, giám mục Thiện tổ chức hơn 30 khóa huấn luyện Quới Chức và các Hội Ðoàn. Sau ba năm hoạt đông, năm 1964, cơ sở được trùng tu với mục đích cải tạo thành Đại Chủng viện liên giáo phận, đào tạo tu sĩ cho ba giáo phận: giáo phận Cần Thơ, giáo phận Vĩnh Long và giáo phận Mỹ Tho. Để tiếp tục hoạt động, Trung tâm Truyền Giáo được di dời về Cầu Vồng.
Giám mục Nguyễn Văn Thiện tham gia cả 4 phiên họp Công đồng Vatican II diễn ra trong khoảng thời gian từ năm 1962 đến năm 1965 với vai trò nghị phụ.
Cuối năm 1964, Giám mục Nguyễn Văn Thiện tiến hành xây dựng Nhà thờ chính tòa Vĩnh Long, tiếp nối công trìng và một phần vật liệu do vị tiền nhiệm là Đại diện Tông Tòa Vĩnh Long, Phêrô Máctinô Ngô Ðình Thục để lại. Địa điểm xây dựng nhà thờ là Ngã Ba Cần Thơ, theo bản vẽ của kiến trúc sư Ngô Viết Thụ với đặc trưng là mô phỏng con tàu của ông Nô-ê trong Kinh Thánh Cựu ước.
Năm 1965, với lòng yêu mến bà Maria, Nguyễn Văn Thiện quyết định thành lập trung tâm hành hương Fatima, thu hút giáo dân đến thăm viếng. Ngoài ra, trong thời gian cai quản Vĩnh Long, giám mục Thiện có ý định hợp nhất Hội Dòng Mến Thánh Giá thành một từ hai hội dòng tên Cái Nhum và Cái Mơn và quyết định xây dựng một nhà đệ tử chung. Việc xây dựng hoàn thành năm 1970.

### Hồi hưu
Năm 1968, giám mục Nguyễn Văn Thiện bị bệnh đau mắt vì khói lửa và hơi độc và một phần do đau buồn vì những hư hại của giáo phận do trận tổng công kích Tết Mậu Thân. Các bác sĩ trong và ngoài nước không thể chữa hết. Do tình trạng sức khỏe kém, mắt bị lòa, ngày 12 tháng 7 cùng năm, ông làm đơn xin được từ nhiệm vì lý do sức khỏe, được Giáo hoàng Phaolô VI đã chấp nhận và bổ nhiệm ông chức vụ Giám mục hiệu tòa Hispellum, Ý.
Sau khi nộp đơn từ nhiệm, Nguyễn Văn Thiện xuất ngoại sang Pháp cũng như Nhật để chữa bệnh. Ở Nhật, ông mắc thêm bệnh sạn trong túi mật và được giải phẫu. Trong chuyến đi này ông được tin Tòa Thánh chấp nhận cho từ chức, ông trở về Việt Nam tham dự những nghi lễ quan trọng đối với giáo phận là lễ tấn phong Giám mục kế vị Giacôbê Nguyễn Văn Mầu tổ chức tại Nhà thờ Đức Bà Sài Gòn và lễ tri ân do các linh Mục Giáo phận Vĩnh Long tổ chức ngày 18 tháng 9 cùng năm 1968. Kể từ ngày 20 tháng 9, ông chính thức hồi hưu, về ở nhà hưu dưỡng Giáo Phận Cần Thơ.
Tuy vậy, giám mục Thiện tiếp tục đi các nơi nhằm chữa bệnh mắt. Sau biến cố 1975, ông không thể trở lại Việt Nam và quyết định nghỉ hưu tại Nice, Pháp từ năm 1985. Năm 1986, giám mục Nguyễn Văn Thiện tham dự Ðại hội Công giáo Việt Nam tại Königstein/ Ðức. Hai năm sau đó, ông tham dự lễ tôn phong Các Thánh Tử đạo Việt Nam với Giáo hoàng Gioan Phaolô II và là vị giám mục người Việt duy nhất tham dự và đồng tế lễ này.
Sau khi Giám mục Ettore Cunial qua đời ngày 6 tháng 10 năm 2005 ở tuổi 99, Giám mục Antôn Nguyễn Văn Thiện trở thành Giám mục nhiều tuổi nhất của Giáo hội Công giáo Rôma.
Lúc 10 giờ 00 sáng địa phương tại Pháp, tức 15g00 chiều giờ Việt Nam, ngày 13 tháng 5 năm 2012, ông tạ thế tại nhà hưu dưỡng ở Mougins, Paris, Pháp, hưởng thọ 106 tuổi, 61 ngày.
Sau khi Giám mục Antôn Thiện tạ thế, Giám mục nhiều tuổi nhất của Giáo hội Công giáo Roma có thể là Giám mục Bình Nhưỡng Francis Hong Yong-ho (홍용호). Ông bị chính quyền Cộng hòa Dân chủ Nhân dân Triều Tiên bắt giam từ năm 1949 và sau nhiều thập kỷ Niên giám Giáo hoàng ghi nhận ông trong tình trạng "bị mất tích", cuối cùng Tòa Thánh cuối cùng cũng đã công nhận là ông đã qua đời vào tháng 6 năm 2013, mặc dù thực tế ngày và nơi chết không rõ. Vào thời điểm đó, số tuổi ông sẽ là hơn 106 tuổi và 240 ngày. Người được xác nhận chính thức là Giám mục cao tuổi nhất bấy giờ là Géry Leuliet (giáo phận Amiens).
Vào thời điểm hiện tại, vị giám mục cao tuổi nhất thế giới còn sống là Bernardino Piñera (Chile), với số tuổi là 109 năm, 295 ngày.

## Tông truyền
Giám mục Antôn Nguyễn Văn Thiện được tấn phong giám mục năm 1961, dưới thời Giáo hoàng Gioan XXIII, bởi:
- Chủ phong: Tổng giám mục Tiên khởi Tổng giáo phận Huế Phêrô Máctinô Ngô Đình Thục
- Hai vị Phụ phong: Jean Cassaigne, M.E.P., nguyên Đại diện Tông Tòa địa phận Sài Gòn (Hạt Đại diện Tông Tòa Sài Gòn) và giám mục Tađêô Lê Hữu Từ, nguyên Đại diện Tông Tòa Phát Diệm.

Giám mục Antôn Nguyễn Văn Thiện là giám mục Phụ phong trong nghi thức truyền chức giám mục cho các giám mục:
- Năm 1965, giám mục Giacôbê Nguyễn Ngọc Quang, hiện đang là cố Giám mục chính tòa Giáo phận Cần Thơ.
- Năm 1968, giám mục Giacôbê Nguyễn Văn Mầu, hiện đang là cố Giám mục chính tòa Giáo phận Vĩnh Long.